# Tanegašima
Tanegašima je jeden z ostrovů souostroví Ósumi, náležejícího k japonské prefektuře Kagošima. Osídlen byl již v období Džómon, poprvé zmíněn je v psaných dokumentech čínské dynastie Suej v 6. století. V roce 1543 zde došlo k prvním známému kontaktu mezi Japonci a Evropany.
Ostrov dosahuje rozlohy 444,99 km², a je tak druhý největší ze souostroví Ósumi. Žije zde asi 33 tisíc obyvatel (2010). Ostrov, na kterém panuje subtropické klima, je vulkanického původu. Je poměrně plochý, nejvyšší bod dosahuje pouze 282 metrů. Délka ostrova činí 57 km, šířka kolísá mezi 5 až 10 km.

## Místo prvního setkání Japonců s Evropany
Portugalská loď, která přivezla na ostrov první Evropany, původně směřovala z Číny na Okinawu. Vítr ji ale odvál ze zamýšleného kurzu, a tak přistála u břehů Tanegašimy. Střelné zbraně byly v Japonsku po dlouhou dobu označovány slovem tanegašima kvůli přesvědčení, že se do Japonska dostaly právě díky prvním portugalským návštěvníkům ostrova.
Portugalský mořeplavec a dobrodruh Fernão Mendes Pinto ve svých pamětech publikovaných r. 1614 tvrdí, že byl jedním ze skupiny prvních Evropanů. Toto tvrzení však bylo zcela zpochybněno a je v rozporu s jeho dalšími výroky, podle nichž měl být ve stejné době v Barmě. Později však Tanegašimu zřejmě skutečně navštívil.
Evropané pak na ostrov přijížděli obchodovat nejen se zbraněmi, ale také s mýdlem, tabákem a dalším zbožím, které bylo v tehdejším Japonsku neznámé.

## Kosmické centrum Tanegašima
Na jihovýchodním pobřeží ostrova se nachází Kosmické centrum Tanegašima, vybudované v letech 1966–1968 jako základna pro vypouštění japonských sondážních, výzkumných a nosných raket.